# Strana svazové soudržnosti a rozvoje
Strana svazové soudržnosti a rozvoje (barmsky ပြည်ထောင်စုကြံ့ခိုင်ရေးနှင့်ဖွံ့ဖြိုးရေးပါတီ, anglicky Union Solidarity and Development Party, ve zkratce USDP) je politická strana v Myanmaru, nástupce státního Sdružení svazové soudržnosti a rozvoje. Vznikla roku 2010 a v jejím čele stojí myanmarský prezident Thein Sein. Je podporována armádou a těmi, kteří jsou zájmově spjati s dřívější vojenskou juntou. Po volbách v roce 2015, prvních svobodných od roku 1960, uznala svou porážku a vítězství Národní ligy pro demokracii.